# Dalradian

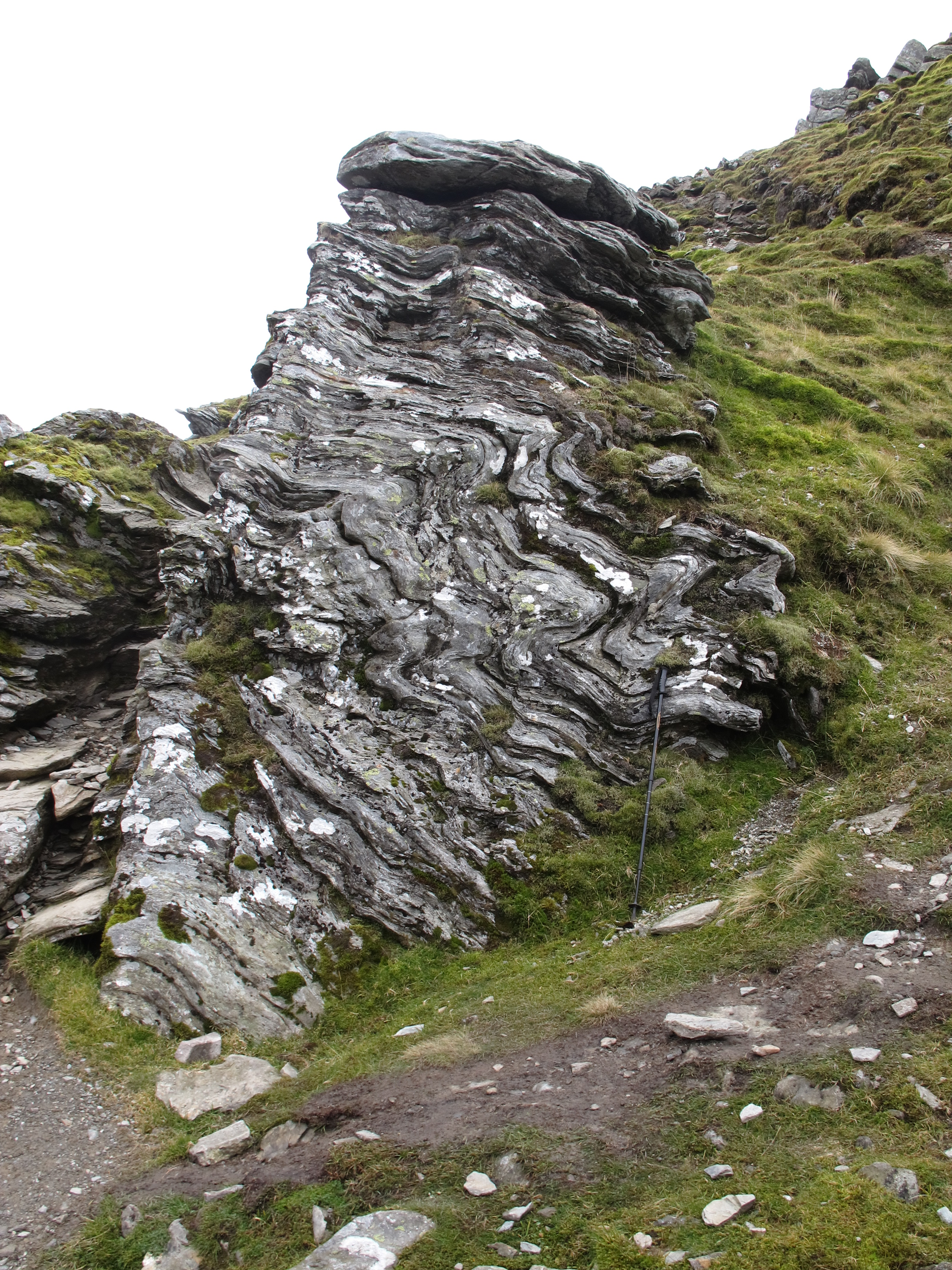
Filitas Dalradian plegadas del Ordovícico, formación Ben Ledi Grit, parte del Grupo Sur del Altiplano del Supergupo de Dalradian justo debajo de la cumbre Ben Lomond - camino de senderismo alrededor de 1,2 m de largo para la escala

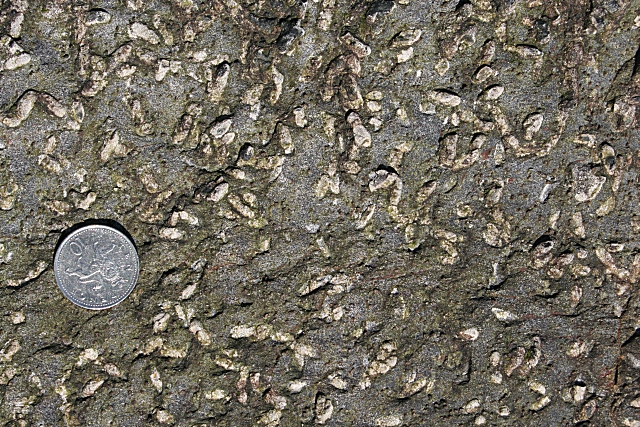
Los cristales de andalucita en la roca Dalradian metamórfica en la bahía de Boyndie, en el nordeste de Escocia

Dalradian en geología describe una serie de rocas metamórficas, que por lo general se desarrollan en terreno elevado y se encuentran al sureste de la Gran Glen de Escocia. Esta fue la antigua región Celta de Dál Riata (Dalriada), y en 1891 Archibald Geikie propuso el nombre de Dalradian como una designación provisional para el complicado conjunto de rocas a los que es difícil asignar una posición definida en la secuencia estratigráfica.
En palabras de Archibald Geikie, "se componen en gran parte de una alteración de estratos sedimentarios, que ahora se encuentra en forma de mica-esquistos, grafito-esquistos, andalucita-pizarra, filita, esquistosas de grano, grauwacas y conglomerado, cuarcita, caliza y otras rocas, junto con epidiorites, clorita-esquistos, hornblenda esquistos y otros variedades afines, que probablemente marcan láminas, capas de lava, o toba, intercaladas entre los sedimentos. El espesor total de este conjunto de rocas deben ser de muchos miles de pies." La serie Dalradian incluye muestras del este de Sutherland, Ross-shire y Inverness-shire, la Moine gneis, así como las rocas ígneas y las rocas sedimentarias de las tierras altas de Escocia, central, oriental y suroeste. La serie se ha localizado también en el noroeste de los condados de Irlanda. El conjunto del complejo de Dalradian ha sufrido intensa trituración y cabalgamiento.